# Lista de shows da Farmasi Arena
A Farmasi Arena, inaugurada em 2007 e localizada na Barra da Tijuca, zona oeste da cidade brasileira do Rio de Janeiro, já foi palco de shows de diversos artistas nacionais e internacionais, como Green Day, Ozzy Osbourne, Beyoncé, Tribalistas, Ivete Sangalo e Paula Fernandes, entre outros. Segue abaixo uma lista com apresentações já ocorridas na arena.
| Concertos na Jeunesse Arena               | Concertos na Jeunesse Arena     | Concertos na Jeunesse Arena | Concertos na Jeunesse Arena |
| Artista                                   | Data                            | Ref.                        |                             |
| ----------------------------------------- | ------------------------------- | --------------------------- | --------------------------- |
| Seal                                      | 29 de março de 2008             | [ 1 ]                       |                             |
| Ozzy Osbourne, Korn e Black Label Society | 3 de abril de 2008              | [ 2 ]                       |                             |
| Rod Stewart                               | 5 de abril de 2008              | [ 3 ]                       |                             |
| RBD                                       | 9 de maio de 2008               | [ 4 ]                       |                             |
| Maroon 5                                  | 7 de novembro de 2008           | [ 5 ]                       |                             |
| R.E.M.                                    | 8 de novembro de 2008           | [ 6 ]                       |                             |
| RBD                                       | 28 de novembro de 2008          | [ 7 ]                       |                             |
| Queen + Paul Rodgers                      | 29 de novembro de 2008          | [ 8 ]                       |                             |
| Alanis Morissette                         | 4 de fevereiro de 2009          | [ 9 ]                       |                             |
| Andrea Bocelli                            | 18 de abril de 2009             | [ 10 ]                      |                             |
| Cat Power                                 | 19 de julho de 2009             | [ 11 ]                      |                             |
| Lily Allen                                | 17 de setembro de 2009          | [ 12 ]                      |                             |
| Joss Stone                                | 21 de novembro de 2009          | [ 13 ]                      |                             |
| Beyoncé                                   | 7 e 8 de fevereiro de 2010      | [ 14 ]                      |                             |
| Nelly Furtado                             | 28 de março de 2010             | [ 15 ]                      |                             |
| Demi Lovato                               | 27 de maio de 2010              | [ 16 ]                      |                             |
| Lionel Richie                             | 29 de agosto de 2010            | [ 17 ]                      |                             |
| Peter Frampton                            | 11 de setembro de 2010          | [ 18 ]                      |                             |
| Dave Matthews Band                        | 8 de outubro de 2010            | [ 19 ]                      |                             |
| Green Day                                 | 15 de outubro de 2010           | [ 20 ]                      |                             |
| Corinne Bailey Rae                        | 6 de novembro de 2010           | [ 21 ]                      |                             |
| Amy Winehouse                             | 10 e 11 de janeiro de 2011      | [ 22 ]                      |                             |
| Iron Maiden                               | 28 de março de 2011             | [ 23 ] [ b ]                |                             |
| Miley Cyrus                               | 13 de maio de 2011              | [ 24 ]                      |                             |
| McFly                                     | 21 de maio de 2011              | [ 25 ]                      |                             |
| Jack Johnson                              | 5 de junho de 2011              | [ 26 ]                      |                             |
| Eric Clapton                              | 9 e 10 de outubro de 2011       | [ 27 ]                      |                             |
| Sade                                      | 22 de outubro de 2011           | [ 28 ]                      |                             |
| Ivete Sangalo                             | 26 de novembro de 2011          | [ 29 ]                      |                             |
| Ben Harper                                | 10 de dezembro de 2011          | [ 30 ]                      |                             |
| Rebeldes                                  | 25 de dezembro de 2011          | [ 31 ]                      |                             |
| Rebeldes                                  | 28 de janeiro de 2012           | [ 32 ]                      |                             |
| Selena Gomez                              | 4 de fevereiro de 2012          | [ 33 ]                      |                             |
| Michael Bublé                             | 31 de março de 2012             | [ 34 ]                      |                             |
| Joe Cocker                                | 1 de abril de 2012              | [ 35 ]                      |                             |
| Keane e Maroon 5                          | 25 de agosto de 2012            | [ 36 ]                      |                             |
| Evanescence                               | 6 de outubro de 2012            | [ 37 ]                      |                             |
| Robert Plant                              | 18 de outubro de 2012           | [ 38 ]                      |                             |
| Kiss                                      | 18 de novembro de 2012          | [ 39 ]                      |                             |
| The Cure                                  | 4 de abril de 2013              | [ 40 ]                      |                             |
| Ivete Sangalo                             | 11 de maio de 2013              | [ 41 ]                      |                             |
| Paula Fernandes                           | 8 de junho de 2013              | [ 42 ]                      |                             |
| Diana Ross                                | 29 de junho de 2013             | [ 43 ]                      |                             |
| Paramore                                  | 25 de julho de 2013             | [ 44 ]                      |                             |
| Anitta                                    | 15 de fevereiro de 2014         | [ 45 ]                      |                             |
| Elton John                                | 19 de fevereiro de 2014         | [ 46 ]                      |                             |
| Jack Johnson                              | 13 de março de 2014             | [ 47 ]                      |                             |
| Avenged Sevenfold                         | 15 de março de 2014             | [ 48 ]                      |                             |
| Guns N' Roses                             | 20 de março de 2014             | [ 49 ]                      |                             |
| Michael Bublé                             | 17 de setembro de 2014          | [ 50 ]                      |                             |
| Paul McCartney                            | 12 de novembro de 2014          | [ 51 ]                      |                             |
| Arctic Monkeys                            | 15 de novembro de 2014          | [ 52 ]                      |                             |
| Ed Sheeran                                | 30 de abril de 2015             | [ 53 ]                      |                             |
| Muse                                      | 22 de outubro de 2015           | [ 54 ]                      |                             |
| Lionel Richie                             | 8 de março de 2016              | [ 55 ]                      |                             |
| Iron Maiden                               | 17 de março de 2016             | [ 56 ]                      |                             |
| Ed Sheeran                                | 25 de maio de 2017              | [ 57 ]                      |                             |
| Ariana Grande                             | 29 de junho de 2017             | [ 58 ]                      |                             |
| John Mayer                                | 27 de outubro de 2017           | [ 59 ]                      |                             |
| Green Day                                 | 1 de novembro de 2017           | [ 60 ]                      |                             |
| Jack Johnson                              | 5 de novembro de 2017           | [ 61 ]                      |                             |
| O Rappa                                   | 13 e 14 de abril de 2018        | [ 62 ]                      |                             |
| Radiohead                                 | 20 de abril de 2018             | [ 63 ]                      |                             |
| Ozzy Osbourne                             | 20 de maio de 2018              | [ 64 ]                      |                             |
| Harry Styles                              | 27 de maio de 2018              | [ 65 ]                      |                             |
| Tribalistas                               | 6 de outubro de 2018            | [ 66 ]                      |                             |
| Arctic Monkeys                            | 3 de abril de 2019              | [ 67 ]                      |                             |
| Sandy & Junior                            | 2 e 3 de agosto de 2019         | [ 68 ]                      |                             |
| Bryan Adams                               | 19 de outubro de 2019           | [ 69 ]                      |                             |
| Shawn Mendes                              | 3 de dezembro de 2019           | [ 70 ]                      |                             |
| Milton Nascimento                         | 25 de janeiro de 2020           | [ 71 ]                      |                             |
| Maroon 5                                  | 7 de março de 2020              | [ 72 ]                      |                             |
| Backstreet Boys                           | 13 de março de 2020             | [ 73 ]                      |                             |
| Now United                                | 24 de março de 2022             | [ 74 ]                      |                             |
| Ivete Sangalo                             | 7 de maio de 2022               | [ 75 ]                      |                             |
| Marisa Monte                              | 19, 20, 21 e 22 de maio de 2022 | [ 76 ]                      |                             |
| Louis Tomlinson                           | 27 de maio de 2022              | [ 77 ]                      |                             |
| Roupa Nova                                | 18 de junho de 2022             | [ 78 ]                      |                             |
| Milton Nascimento                         | 5 e 6 de agosto de 2022         | [ 79 ]                      |                             |
| Michael Bublé                             | 3 de novembro de 2022           | [ 80 ]                      |                             |
| Arctic Monkeys                            | 4 de novembro de 2022           | [ 81 ]                      |                             |
| Bonnie Tyler                              | 19 de novembro de 2022          | [ 82 ]                      |                             |
| Harry Styles                              | 8 de dezembro de 2022           | [ 83 ]                      |                             |
| Skank                                     | 10 de dezembro de 2022          | [ 84 ]                      |                             |
| Slipknot                                  | 15 de dezembro de 2022          | [ 85 ]                      |                             |
| Imagine Dragons                           | 4 de março de 2023              | [ 86 ]                      |                             |
| Titãs                                     | 27 e 28 de abril de 2023        | [ 87 ]                      |                             |
| Alicia Keys                               | 3 de maio de 2023               | [ 88 ]                      |                             |
| Jota Quest                                | 13 de maio de 2023              | [ 89 ]                      |                             |
| Legião Urbana                             | 1 de julho de 2023              | [ 90 ]                      |                             |
| Marisa Monte                              | 5 de agosto de 2023             | [ 91 ]                      |                             |
| Filipe Ret                                | 21 e 22 de outubro de 2023      | [ 92 ]                      |                             |
| Djavan                                    | 2 e 3 de dezembro de 2023       | [ 93 ]                      |                             |
| Louis Tomlinson                           | 8 de maio de 2024               | [ 94 ]                      |                             |
| Emicida                                   | 18 de maio de 2024              | [ 95 ]                      |                             |
| Sepultura                                 | 31 de agosto de 2024            | [ 96 ]                      |                             |
| Eric Clapton                              | 26 de setembro de 2024          | [ 97 ]                      |                             |
| Twenty One Pilots                         | 24 de janeiro de 2025           | [ 98 ]                      |                             |
| Christina Aguilera                        | 6 de fevereiro de 2025          | [ 99 ]                      |                             |
| Sting                                     | 14 de fevereiro de 2025         | [ 100 ]                     |                             |
| The Offspring                             | 6 de março de 2025              | [ 101 ]                     |                             |
| Simply Red                                | 12 de março de 2025             | [ 102 ]                     |                             |
| Caetano Veloso e Maria Bethânia           | 15 de março de 2025             | [ 103 ]                     |                             |